# Sea Cruise
Pour les articles homonymes, voir Sea Cruise (homonymie).
Sea Cruise est une chanson écrite par Huey "Piano" Smith en 1958. Initialement enregistrée par Smith sans être diffusée, la version la plus populaire est interprétée par Frankie Ford, se vendant à plus d'un million d'exemplaires.
Elle connait plus de 180 reprises dont celles de Jerry Lee Lewis, John Fogerty, The Beach Boys, Dion ou encore Status Quo.

## Version de Frankie Ford
Sea Cruise est une chanson écrite par le pianiste et chanteur Huey "Piano" Smith, qui l'enregistre dès 1958 avec Gerri Hall, membre des Clowns, groupe l'accompagnant habituellement en studio et durant les représentations. Hall remplaçait Bobby Marchan (en), chanteur principal des Clowns, avec qui Smith s'était disputé. La situation était tendue, rendant l'enregistrement difficile, et cette version originale ne sera diffusée qu'en 1971 sur la compilation Huey "Piano" Smith's Rock & Roll Revival! parue chez Ace Records.
Joe Caronna, diffuseur pour Ace Records dans la région de la Nouvelle Orléans, et son partenaire Johnny Vincent Imbragulio pensent que le titre serait plus commercial s'il était chanté par une voix d'adolescent.
C'est à ce moment que Caronna rencontre Frankie Ford, alors à peine âgé de 18 ans : il lui propose d'enregistrer un disque et de devenir son manager, ce qu'accepte Ford. Son premier titre, Cheatin' Woman, est enregistré aux studios de Cosimo Matassa. Le succès du single reste localisé mais suffisant pour que Ford se voit proposer d'enregistrer un second titre, Sea Cruise.
Ford n'avait jamais entendu la chanson avant d'entrer dans le studio. La face B, Roberta (Loberta à l'origine) faisait initialement office de face A, et fut enregistrée en premier lieu. Puis, Ford au micro et The Clowns en accompagnement, Smith lui-même joue la partition au piano, fixant le tempo pour les cuivres. En postproduction, Vincent augmente la vitesse de l’enregistrement afin de se rapprocher de la voix de Marchan. La décision d'Ace de diffuser la version de Ford est considérée par certains historiens de la musique comme un exemple d'injustice raciale dans l'industrie musicale des années 1950.
Comparativement à la version de Smith, celle de Ford ajoute des effets de cornes et de cloches de bateaux, ainsi qu'une rythmique boogie au piano, des cuivres et un beat se rapprochant du ska. Ford insiste sur la séquence "Ooh-wee, Ooh-wee, Baby" ce qui en fait sa singularité.
Le vinyle sort chez Ace Records en décembre 1958 sous la référence 554. Vendu à plus d'un million d'exemplaires, le titre lui offre une visibilité nationale alors qu'il n'a que 19 ans.

### Classement
Entré en avril 1959, le titre reste dix-sept semaines au Billboard.
| Classement                     | Meilleure position |
| ------------------------------ | ------------------ |
| États-Unis (Billboard Hot 100) | 14                 |
| États-Unis (Bilboard Hot R&B)  | 11                 |

### Certifications
| Pays       | Certification | Ventes      |
| ---------- | ------------- | ----------- |
| États-Unis | Or            | +1.000.000, |

### Album et compilations
Le succès du morceau orientera les dénominations de plusieurs albums et compilations de Frankie Ford :
- Let's Take A Sea Cruise, l'album suivant la sortie du single éponyme (1959),
- Cruisin' With Frankie Ford, une compilation de Ace Records (1998),
- Ooh-wee Baby! : The Best Of, une compilation du label Westside (1998),
- Sea Cruise - The Very Best Of Frankie Ford, une compilation du label Music Club (1998).
- Sea Cruise and other hits, une  compilation du label Jasmine Records (2011)

## Reprises
Informations issues de SecondHandSongs, sauf mentions contraires.

### Reprises classées
- En 1965, Ace Cannon atteint la 135e du classement national aux États-Unis[11] avec une reprise instrumentale,
- La même année, The Hondells (en) se place à la 131e place du même classement[12],
- En 1971, Johnny Rivers atteint la 84e place du Billboard Hot 100 et la 38e position du classement Adult Contemporary[13]. Il obtient également la 10e position en Belgique néerlandophone et la 48e en Belgique francophone[14]. Il la réinterprète en 1974 sur son album Last Boogie in Paris.
- En 1977, Everett Peek obtient la 94e position du Billboard Country[15],
- En 1980, Billy Crash Craddock (en) atteint la 50e position du classement Billboard Country[16], le titre étant disponible sur son album Changes.
- En 1990, Dion entre dans le top 30 du classement Adult Contemporary en culminant à la 28e place[17] et sa version apparait sur son album The Adventures of Ford Fairlane.

### Autres reprises (sélection)
- Bobby Rydell, sur Wild (Wood) Days (1963)
- Jackie Edwards, en single, dans une version reggae (1964)
- Herman's Hermits, sur Introducing Herman's Hermits (1964)
- Bobby Vee, sur Live! On Tour (1965)
- Freddy Cannon, en single (1968)
- Shakin' Stevens and the Sunsets sur Good Rockin' Tonight (1971)
- Sha Na Na sur The Night Is Still Young et Golden Age Of Rock 'n' Roll (1972)
- Jerry Lee Lewis sur The Session...Recorded in London with Great Artists (1973)
- Jose Feliciano sur Compartments (1973)
- The Equals sur Rock Around the Clock Vol 1 (1973)
- John Fogerty, sur l'album John Fogerty (1975)
- Nicky Hopkins sur No More Changes (1975)
- Clarence "Frogman" Henry sur The Hit Kickers Series, Vol. 6 (1976)
- Robert Gordon et Link Wray sur Robert Gordon with Link Wray (1978)
- Alan Price sur A Rock 'n' Roll Night at the Royal Court Theatre (1980)
- Don McLean sur Believers (1981)
- The Beach Boys sur Ten Years of Harmony (1981)
- Glenn Frey sur No Fun Aloud (1982)
- Sonny Burgess sur The Flood Tapes 1959-62 (1985)
- Cliff Richard sur From a Distance: The Event (1990), puis à nouveau avec The Shadows sur leur album Reunited (2009)
- Johnny Osbourne, en single (1993)
- Jimmy Buffett sur Margaritaville Cafe - Late Night Gumbo (1995)
- Little Willie Littlefield sur The Red One (1997)
- The Specials sur BBC Sessions (1998)
- Status Quo, en face B de leur single The Way It Goes (1999)
- Rory Gallagher, sur son DVD At Rockpalast (2004), présentant une version live réalisée à Wiesbaden en 1979
- Yo La Tengo sur Yo La Tengo Is Murdering the Classics (2006).

### Adaptations en langue étrangère
| Année | Langue      | Titre                                            | Adaptation                  | Interprète(s)                 |
| ----- | ----------- | ------------------------------------------------ | --------------------------- | ----------------------------- |
| 1971  | Espagnol    | Mi barquito                                      | J.G. Cruz Ayala, J. Vincent | Las Moskas                    |
| 1973  | Suédois     | En liten sjötur                                  | Gert Lengstrand             | Jan Öjlers                    |
| 1973  | Suédois     | En glad refräng                                  | Tord Sjöman                 | Vikingarna                    |
| 1974  | Français    | Bébé tu me fais flipper quand tu joues mon gazou | Tony Roman, Michel Pagliaro | Michel Pagliaro               |
| 1976  | Finnois     | Hyppää paattiin                                  | K.W. Blomqvist              | Jussi & The Boys              |
| 1976  | Danois      | Rock'n'roll No. 39159                            | Morten Langebæk             | Banden                        |
| 1976  | Suédois     | Full Gas                                         | Hans Sidén                  | Cool Candys                   |
| 1977  | Français    | La croisière des souvenirs                       | Long Chris, Pierre Billon   | Johnny Hallyday               |
| 1979  | Allemand    | Karneval im Hinterhaus                           | Didi Zill                   | Holger Thomas                 |
| 1980  | Allemand    | Kreuzfahrt                                       | Ulrich Schulze-Rossbach     | Sechserpack                   |
| 1980  | Allemand    | Achterbahn                                       | Günther Sigl                | Spider Murphy Gang            |
| 1984  | Norvégien   | Harry Hoover                                     | Eldar Vågan                 | Vazelina Bilopphøggers        |
| 1987  | Néerlandais | Sea Cruise                                       | Henk van Broekhoven         | John Spencer                  |
| 1990  | Danois      | Krydstogt                                        | Torben Eschen               | Bæsted Band                   |
| 1995  | Suédois     | Båten ut i skärgår'n                             | Ingela Forsman              | Sten & Stanley - Sten Nilsson |

## Utilisation dans les médias
Sauf indication contraire, les informations mentionnées dans cette section peuvent être confirmées par la base de données cinématographiques IMDb,  présente dans la section « Liens externes ».
- En 1978, American Hot Wax de Floyd Mutrux,
- En 1985, Up Your Anchor (Harimu Ogen) de Dan Wolman (en),
- En 1985, Mon cousin américain de Sandy WIlson,
- En 1986, Stewardess School (en) de Ken Blancato,
- En 1989, dans la série Code Quantum (saison 2, épisode 6),
- En 1990, Ski Patrol (en)de Richard Correll,
- En 1990, Les Aventures de Ford Fairlane de Renny Harlin,
- En 1994, dans la série Une nounou d'enfer (saison 1, épisode 16),
- En 1997, La Croisière aventureuse de Martha Coolidge,
- En 1998, dans la série Tohuwabohu (en) (saison 8 épisode 1 et épisode 11),
- En 2010, dans la série United States of Tara (saison 2, épisode 6),
- En 2020, dans le documentaire Some Kind of Heaven (en)de Lance Oppenheim (en).